# Linkhout
Linkhout – dzielnica (deelgemeente) gminy Lummen w Belgii, w Regionie Flamandzkim, w prowincji Limburgia, w okręgu Hasselt. 1 stycznia 2020 roku liczyła 2060 mieszkańców. Do 31 grudnia 1976 samodzielna gmina. Leży nad rzeką Demer.

## Demografia
Liczba mieszkańców, stan na 1 stycznia:
| Rok                | 1930 | 1961 | 2020 |
| ------------------ | ---- | ---- | ---- |
| Liczba mieszkańców | 1043 | 1380 | 2060 |